# Adriano Celentano con Giulio Libano e la sua orchestra
«Adriano Celentano con Giulio Libano e la sua orchestra» (укр. «Адріано Челентано, Джуліо Лібано і його оркестр») — перший студійний альбом італійського співака та кіноактора Адріано Челентано, випущений у березні 1960 року під лейблом «Jolly».

## Опис
У березні 1960 року Вальтер Гуертлер погодився випустити перший студійний альбом Адріано Челентано «Adriano Celentano con Giulio Libano e la sua orchestra» під своїм лейблом «Jolly». До цього виходили платівки Челентано, які містили по 2—4 сингли. У записі альбому взяв участь оркестр Джуліо Лібано, що вплинуло на назву платівки. Альбом користувався великим попитом, він складався з пісень, які вийшли як сингли у 1959—1960 роках.
Всі пісні альбому виконані в стилі рок-н-рол, італійською мовою. Пісня «Personality» є кавер-версією однойменного хіта американського виконавця Ллойда Прайса. Дві композиції на диску («Piccola» і «Ritorna lo shimmy») виконані Челентано в дуеті з  Анітою Траверсі. Диск також включає в себе жартівливу пісню — «Nikita rock», присвячену  Микиті Хрущову, тоді ця композиція була сприйнята як політична сатира.
Альбом представлений у рейтингу «100 найкращих італійських записів всіх часів» журналу «Rolling Stone» під номером 10 у 2012 році.
До альбому потрапили декілька відомих пісень Челентано, які потрапили до чарту «Топ-100» найкращих синглів Італії 1959—1960 років: «Il Tuo bacio è come un rock» (1 позиція), «Piccola» (7 позиція), «Il Ribelle» (10 позиція), «Teddy girl» (12 позиція). У 1959 році Челентано переміг на фестивалі легкої музики в Анконі з піснею «Il tuo bacio è come un rock» («Твій поцілунок як рок»).
Спочатку альбом випускався на LP-платівках у 33 оберти лише в Італії і Венесуелі. У 1995 і 2011 роках випускалося ремастоване перевидання альбому на CD. До перевидання альбому 2011 року входили бонус-треки — пісні «Happy Days Are Here Again» і «Who's Sorry Now?».

## Список композицій
LP
Сторона «A»
| #  | Назва                                                 | Автор слів                     | Автор музики                   | Рік  | Тривалість |
| -- | ----------------------------------------------------- | ------------------------------ | ------------------------------ | ---- | ---------- |
| 1. | «Il tuo bacio è come un rock» (Твій поцілунок як рок) | П'єро Вівареллі і Лучо Фульчі  | Еціо Леоні і Адріано Челентано | 1959 | 01:59      |
| 2. | «Desidero te» (Я бажаю вам)                           | Лучано Беретта                 | Еціо Леоні                     | 1959 | 01:53      |
| 3. | «Piccola» (Маленька)                                  | Джан Карло Тестоні             | Альберто Піццігоні             | 1960 | 01:38      |
| 4. | «Pronto pronto» (Слухаю, слухаю)                      | Лучано Беретта                 | Еціо Леоні                     | 1959 | 01:56      |
| 5. | «Il mondo gira» (Крутиться світ)                      | Етторе Мінаретті               | Мансуето Де Понті              | 1960 | 02:05      |
| 6. | «Blue jeans rock» (Блакитні джинси-рок)               | П'єро Вівареллі і Лучіо Фульчі | Еціо Леоні                     | 1960 | 02:22      |

Сторона «Б»
| #     | Назва                                    | Автор слів                     | Автор музики                    | Рік  | Тривалість |
| ----- | ---------------------------------------- | ------------------------------ | ------------------------------- | ---- | ---------- |
| 7.    | «Personality» (Особа)                    | Джузеппе Перотті               | Ллойд Прайс і Гарольд Логан     | 1960 | 02:37      |
| 8.    | «Idaho» (Айдахо)                         | Альберто Теста                 | Піно Массара                    | 1959 | 02:30      |
| 9.    | «Ritorna lo shimmy» (Шиммі повертається) | Орнелла Феррарі                | Піно Массара і Вітторіо Буффолі | 1960 | 01:46      |
| 10.   | «Teddy girl» (Тедді дівчина)             | Лучано Беретта                 | Еціо Леоні                      | 1959 | 02:19      |
| 11.   | «Nikita rock» (Микита-рок)               | П'єро Вівареллі і Лучіо Фульчі | Джуліо Лібано                   | 1960 | 02:06      |
| 12.   | «Il ribelle» (Бунтар)                    | Джан Карло Тестоні             | Адріано Челентано               | 1959 | 02:20      |
| 21:30 |                                          |                                |                                 |      |            |

Бонус-треки до видання на LP і CD (2011)
Сторона «А»
| #  | Назва                       | Автор слів  | Автор музики | Рік  | Тривалість |
| -- | --------------------------- | ----------- | ------------ | ---- | ---------- |
| 7. | «Happy Days Are Here Again» | Джек Йєллен | Мілтон Егер  | 1958 | 01:45      |

Сторона «Б»
| #   | Назва              | Автор слів               | Автор музики | Рік  | Тривалість |
| --- | ------------------ | ------------------------ | ------------ | ---- | ---------- |
| 13. | «Who's Sorry Now?» | Берт Келмер і Гаррі Рубі | Тед Снайдер  | 1958 | 2:01       |

## Ліцензійні видання
| Назва                                                                  | Лейбл                             | Маркування                | Країна    | Рік  |
| ---------------------------------------------------------------------- | --------------------------------- | ------------------------- | --------- | ---- |
| Adriano Celentano con Giulio Libano e la sua orchestra (LP, Mono)      | Jolly Hi-Fi Records               | LPJ 5008                  | Італія    | 1960 |
| Adriano Celentano con Giulio Libano e la sua orchestra (LP, Mono, Fol) | Jolly Hi-Fi Records               | LPJ 5008                  | Венесуела | 1961 |
| Adriano Celentano con Giulio Libano e la sua orchestra (LP, 180 + 7")  | Jolly Hi-Fi Records               | LPJ 5008                  | Італія    | 2011 |
| Adriano Celentano con Giulio Libano e la sua orchestra (LP, Mono, RE)  | Studio Media, Studio Media        | VNL 12215 LP, VNL 12215 L | Італія    | 2012 |
| Adriano Celentano con Giulio Libano e la sua orchestra (CD, RE)        | SAAR Records, Jolly Hi-Fi Records | CD 5008                   | Італія    | 2011 |
| Adriano Celentano con Giulio Libano e la sua orchestra (CD, RE)        | Mercury, Raro! Records            | 526 883-2                 | Італія    | 1995 |